# Damantri
Damantri (en griego, Δαμάντρι) es un yacimiento arqueológico de Grecia ubicado en la isla de Creta, en el municipio de Arjanes-Asterusia, cerca de la localidad de Pretoria (también llamada Protoria). 
En este yacimiento arqueológico, ubicado en una colina de la parte oriental de la llanura de Mesará, en el sur de Creta, se ha encontrado un gran edificio minoico y una necrópolis. El material encontrado en la necrópolis indica que estuvo habitado desde el periodo minoico medio y que su destrucción, por fuego, se produjo en el minoico tardío IB. Entre los hallazgos figuran ánforas que estaban llenas de grano que quedó carbonizado por el fuego. Tras esta destrucción el lugar quedó abandonado y ya no tuvo otros periodos posteriores donde se encontrara habitado.